# 一锅合成法
化学中的一锅合成法（one-pot synthesis），或简称一锅法，是指在一个反应器中使反应物连续进行多步反应，以提高反应效率的一种化学反应策略。这种方法被化学家所广泛青睐，因为此法可以避免在后处理过程中冗长的分离过程和中间体化合物的纯化过程，从而节省时间与资源并且提高收率。
托品酮的全合成与Gassman吲哚合成就是一锅合成法的例子。连续的一锅法合成甚至可用于产生具有多重手性中心的复杂目标分子如奥司他韦，而该法可显著的缩短总路线反应步数。
许多试剂同时加入反应器而不需要后处理过程的连续一锅法合成也可称作叠缩合成（telescoping synthesis）。
在一个典型一锅法反应中，反应物3-N-对甲苯磺酰苯酚 I 与丙烯醛 II 通过连续4步反应，无需后处理中间体，得到酚羟基取代的喹啉 III ：